# هیلی ارغندیوال
هیلی ارغندیوال (متولد ۲۲ آوریل ۱۹۹۶) بازیکن فوتبال اهل آمریکا و افغان تبار است. او عضو تیم ملی فوتبال زنان افغانستان بوده و در دسامبر ۲۰۱۸، قراردادی با باشگاه فلورنتیا ایتالیا امضا کرد.

## زندگی حرفه ای
ارغنویدال برای انتقال به باشگاه فلورنتیا در سری آ ایتالیا در دسامبر ۲۰۱۸ به توافق رسید. او در سال ۲۰۱۹ به تیم ام‌اس‌وی دویسبورگ پیوست.

## تیم ملی
در سال ۲۰۱۰، به عنوان یک دانش آموز دبیرستانی ۱۴ ساله اهل کالیفرنیای شمالی، ارغنویدال برای مسابقات قهرمانی زنان جنوب آسیا در بنگلادش به تیم ملی زنان افغانستان پیوست. تجربه اش در این دوره مسابقات الهام بخش او شد تا به یک کنشگر حقوق زنان در افغانستان تبدیل شود. او در مسابقات قهرمانی زنان جنوب آسیا ۲۰۱۲ در سریلانکا کاپیتان تیم ملی بود.